# گربه‌ماهی‌های ببری
گربه‌ماهی‌های ببری (نام علمی: Pseudoplatystoma) نام یک سرده از تیره گربه‌ماهی‌های ریش‌دراز است.